# Edain
Les Edain sont des Hommes dans le légendaire de l'écrivain britannique J. R. R. Tolkien. Le terme renvoie spécifiquement aux Trois Maisons amies des Elfes qui combattirent Morgoth à leurs côtés durant les batailles du Beleriand au Premier Âge. Leurs descendants sont les premiers habitants de Númenor et les futurs Dúnedain.

## Étymologie et histoire
Le terme sindarin Edain (singulier Adan) est l'équivalent du quenya Atani (singulier Atan) et signifie communément « Hommes » (Humains) bien que son sens littéral soit « Second Peuple ». De fait, ce nom désignait au départ tous les Hommes. Cependant, au Premier Âge, les premiers Hommes rencontrés par les Elfes du Beleriand furent ceux de trois tribus qui avaient passé les montagnes pour entrer dans cette région. Ils cohabitèrent avec les Elfes et furent même leurs alliés dans la guerre contre Morgoth. Dès lors, le nom d'Edain resta attaché aux membres de ces tribus, les Trois Maisons des Hommes ou Maisons amies des Elfes qui sont connues sous les noms suivants (dans l'ordre d'arrivée au Beleriand) :
- la Maison de Bëor ;
- les Haladin ou peuple de Haleth ;
- la Maison de Hador (ou de Marach).

Après la chute de Morgoth, les Valar voulurent récompenser les Hommes restés fidèles aux Elfes et dont les pertes furent importantes. Ils offrirent alors aux Edain l'île d'Elenna aussi appelée Númenor où ceux-ci purent s'installer après la submersion du Beleriand. Ils y fondèrent un royaume qui prospéra au Deuxième Âge et furent alors appelés Núménoréens puis plus tard Dúnedain (« Hommes de l'Ouest ») à leur retour en Terre du Milieu.